# Paul Suter (Bildhauer)

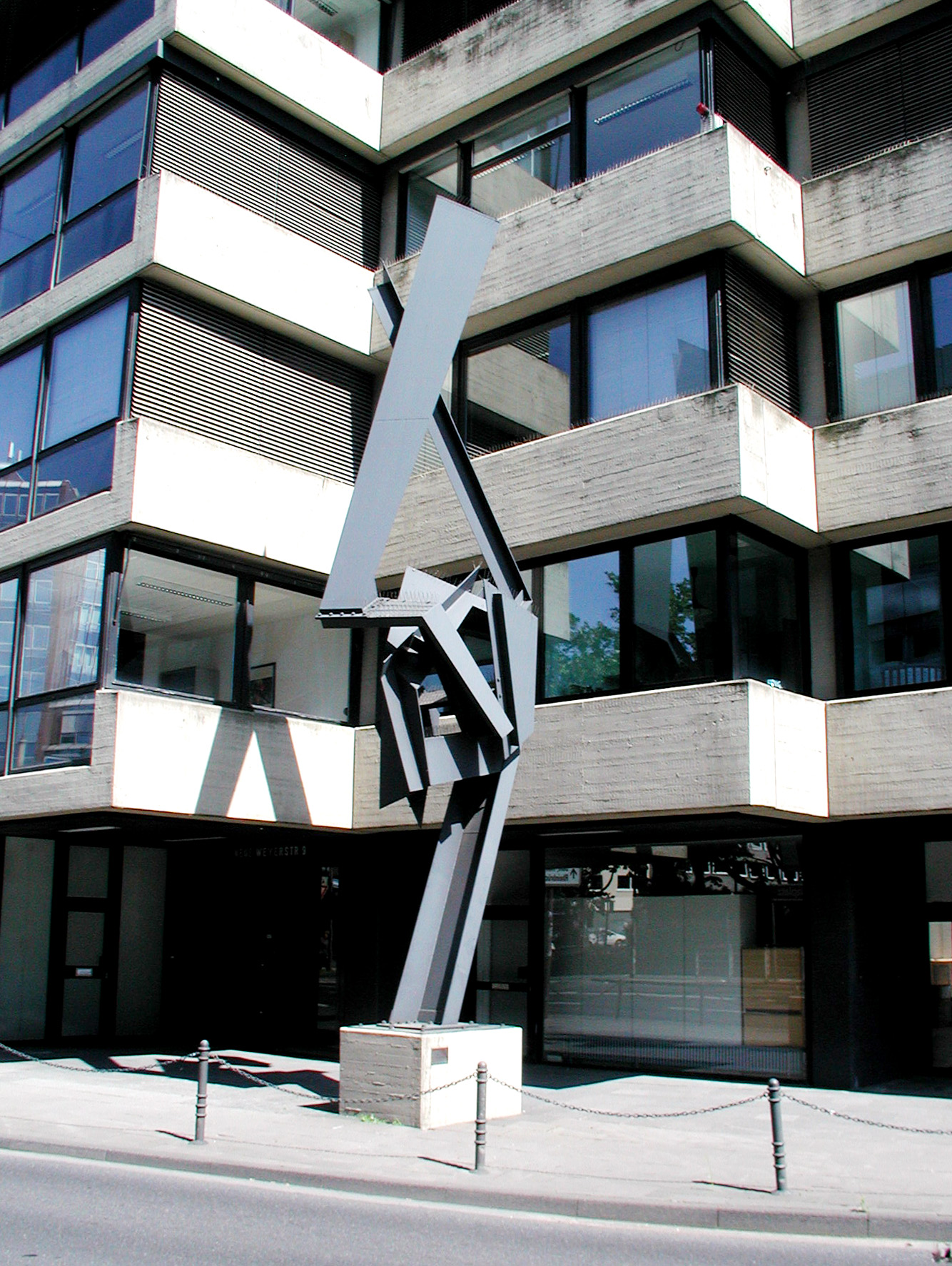
Attila (1976–1977). Altstadt-Süd, Köln

Paul Suter (* 12. August 1926 in Aarau; † 23. September 2009 in Città della Pieve; Bürger von Gränichen) war ein Schweizer Bildhauer.

## Leben
Paul Suter studierte von 1947 bis 1951 an der Kunstgewerbeschule Basel. Damals bezog er auch sein eigenes Atelier in Basel als freischaffender Künstler. In den Jahren 1958, 1962 und 1963 erhielt er Bundesstipendien.
1964 schuf er sich ein weiteres Atelier in Soubey im Schweizer Jura, wo er auch grössere Arbeiten für den öffentlichen Raum realisieren konnte, wie beispielsweise die drei Monumentalplastiken am Heuwaage-Viadukt in Basel 1971–1974. Zwischen 1965 und 1973 hielt er sich regelmässig in Paris auf. Seit 1982 hatte er etliche Arbeitsaufenthalte in Umbrien, von 1990 bis 1995 in Barcelona. Basel, Soubey und Castel dei Fiori (Umbrien) blieben für Paul Suter zeitlebens Mittelpunkte seines Lebens und Arbeitens. Suter starb am 23. September 2009 in Città della Pieve (Italien).

## Ausstellungen (Auswahl)
Die mit «S» gekennzeichneten Ausstellungen waren Einzelausstellungen, zu denen mit «K» erschien ein Katalog.
- 2008: Lasciami - 10e Triennale de Sculpture Suisse Contemporaine en pleine air, Fondation Bex & Arts, Parc de Szilassy, Bex (Schweiz)
- 2006: Scultura Internationale ad Agliè, Turin (Italien)
- 2005: Format klein – Ausdruck gross, Skulpturengalerie Krafft + Partner AG, Gebenstorf (Schweiz)
- 2003: SkulpTour Sempachersee, Nottwil (Schweiz)
- 2003: Kunsthalle Wil, Wil, SchweizS, K

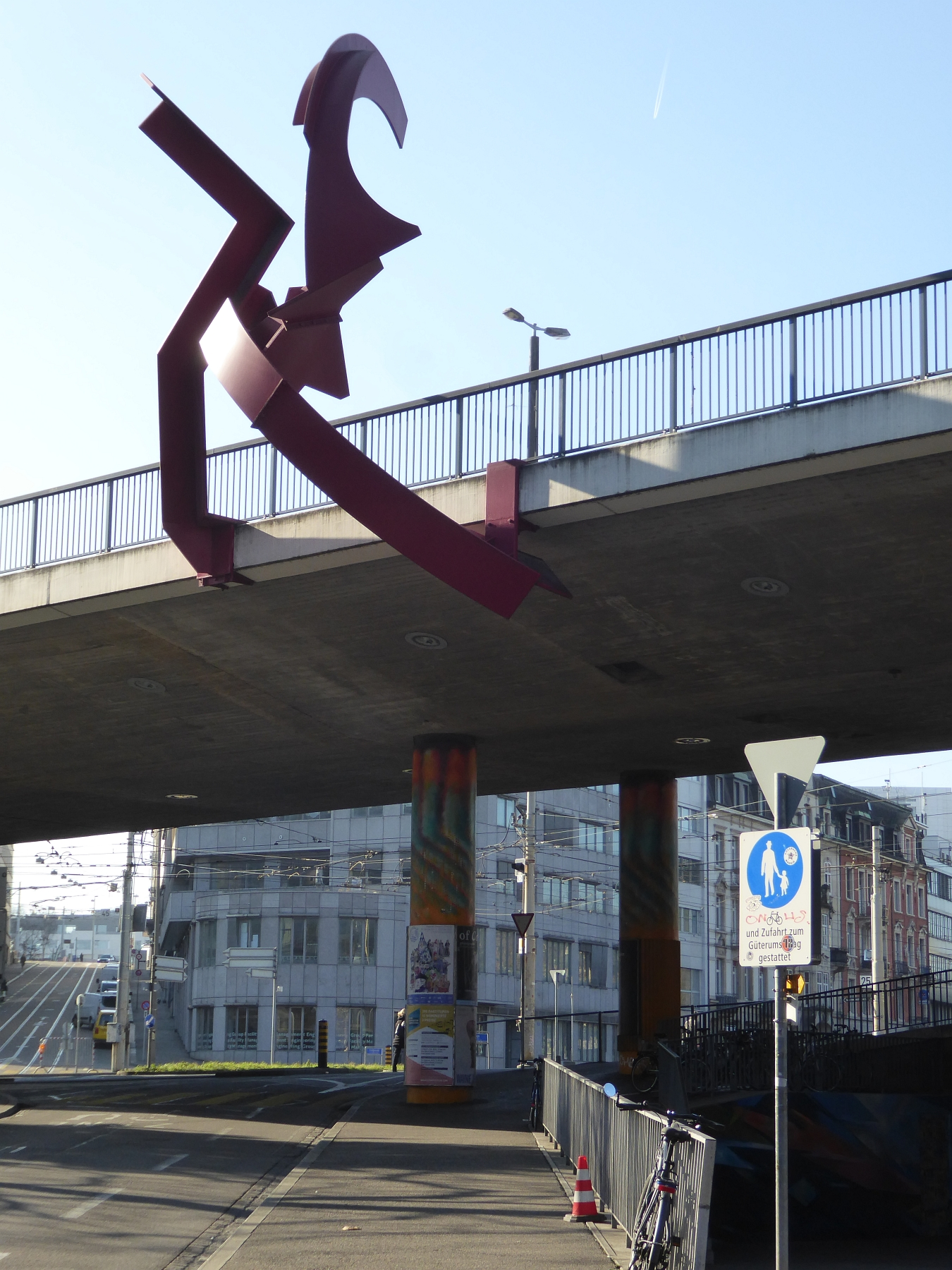
Eine der drei Monumentalskulpturen, Heuwaage-Viadukt

- Eine der drei Monumentalskulpturen, Heuwaage-Viadukt1997: Artexpo, Fira d’Art de Barcelona, Galeria Barcelona (Spanien)
- 1996: Sammlung Koenig, Zollikon (Schweiz)
- 1991: Sa Nostra Centro de Cultura, Palma (Spanien)S, K
- 1989: Städtische Galerie, RegensburgS, K
- 1989: Schweizer Bildhauer, Fondation Gianadda, Martigny (Schweiz)
- 1988: helvet art 1988, St. Gallen
- 1988: Passagen, Bad Ragaz
- 1986: Skulpturenmuseum Glaskasten in Marl
- 1980: Aargauer Kunsthaus, AarauS, K
- 1979: Kunstverein, KrefeldS
- 1974: Kunsthalle BaselS
- 1968: Schweizer Bildhauer, Galerie Beyeler, Basel
- 1961: Galerie Läubli, ZürichS

Darüber hinaus wurden Suters Arbeiten regelmässig ausgestellt:
- Galerie Schlégl, Zürich
- Mäder Galerie, Basel
- Galerie Academia, Salzburg
- Galerie Wentzel, Köln
- seit 1997: Baukunst Galerie, Köln

## Werk

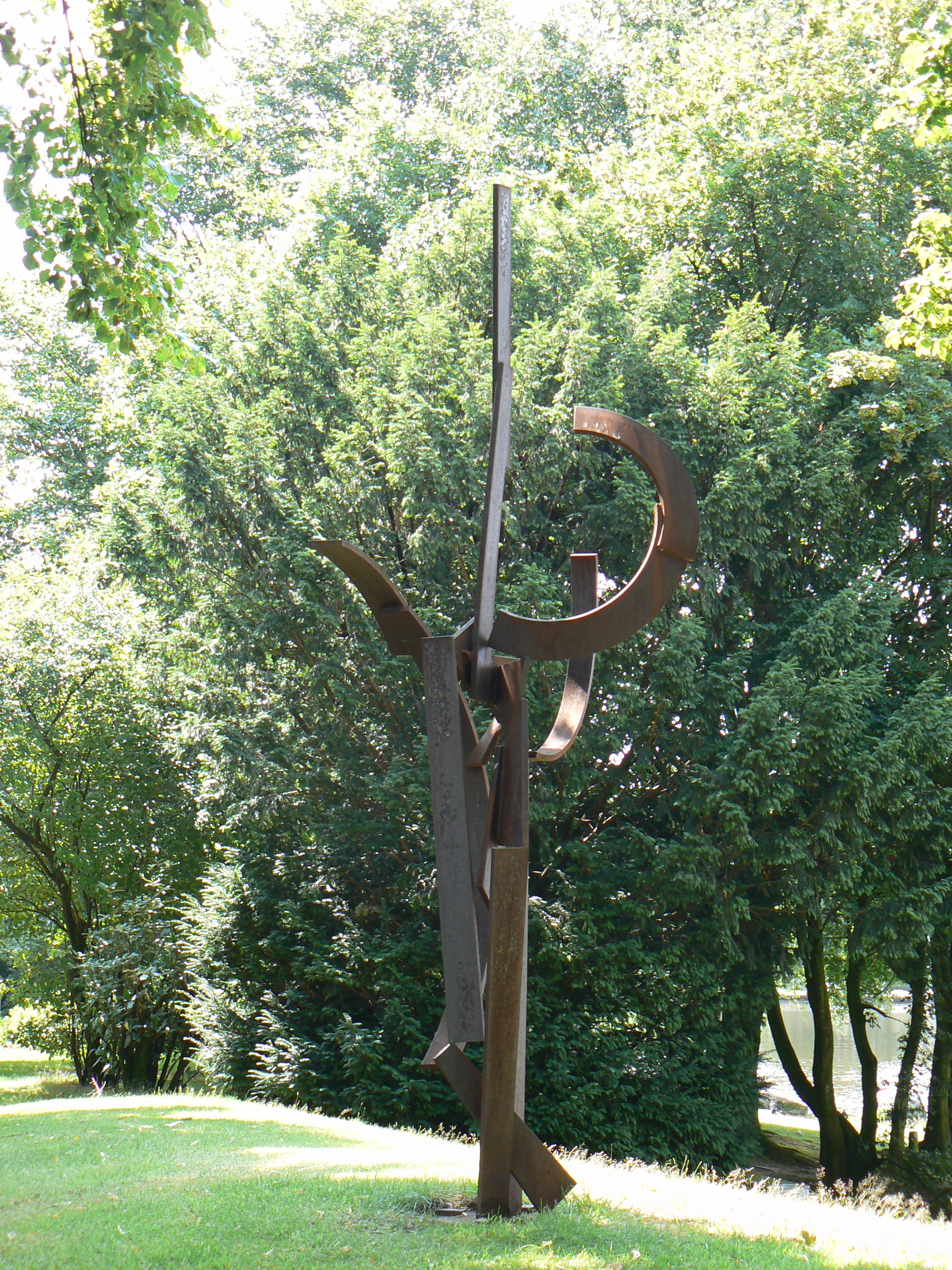
El Greco (1993–1994). Skulpturenmuseum Glaskasten, Marl

Zunächst arbeitete Suter hauptsächlich in Bronze und Naturstein und mit Bleigüssen. 1958 schuf er erste Eisenplastiken, die er zunächst aus einem schalenartigen Hohlkörper trieb. Bald entfernte er sich vom plastischen Volumen, seine Arbeiten wurden konstruktivistischer im Stil. Ab 1972 nahmen Suters Stahlskulpturen monumentale Grösse an. Dabei entwickelte er eine ungegenständliche zwei- und dreidimensionale Formensprache, ein Prinzip des «Zeichnens im Raum» (Julio Gonzalez).
Ab 1980 werden Suters Skulpturen filigraner: er reduzierte die Form der Eisenelemente mehr und mehr auf die Gerade und ausholende Bögen, die expressiv in den Raum wachsen.
Die Plastik, den Boden nur an wenigen Punkten berührend, wirkt leicht und nach oben strebend, ganz dem an sich schweren Material des Eisens widersprechend. «Ich versuche, die gewählten Formteile so einzusetzen und zusammenzufügen, dass nicht so sehr die materielle Präsenz bekundet wird, als vielmehr Bewegungen im Raum, Kräfte im Raum veranschaulicht werden» (Paul Suter). Seit 1982 schuf Suter darüber hinaus Werkreihen von Arbeiten auf Papier.

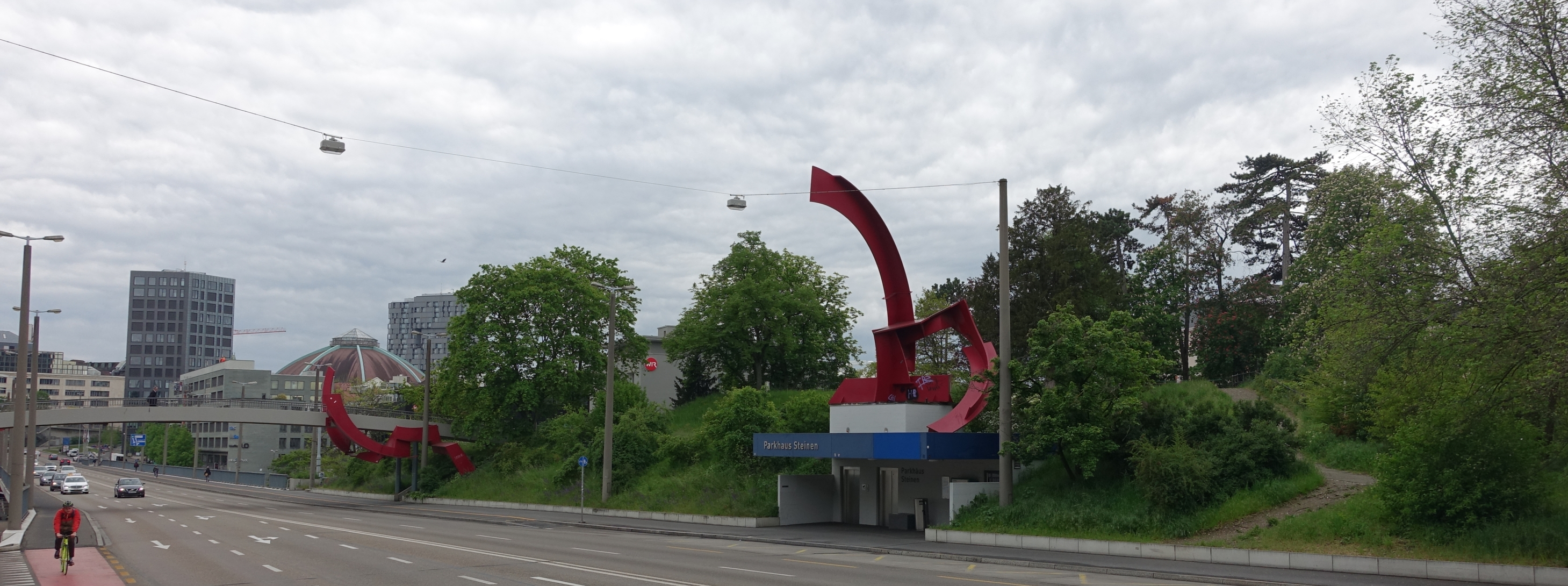
Drei Monumentalskulpturen, 1971–1974, Steinenschanze Basel

Als einer der Pioniere der Schweizer Eisenplastik nach dem Zweiten Weltkrieg ist Suter nicht nur in der Schweiz, sondern auch in Deutschland und Spanien mit Arbeiten an öffentlichen Strassen und Plätzen und baubezogenen Werken vertreten. Dazu zählen:
- 1971–1974: Drei Monumentalskulpturen. Heuwaageviadukt, Basel (Stahl)
- 1976/1977: Attila. Altstadt-Süd, Köln
- 1980/1981: AC-Zentrum, Spiez (Stahl)

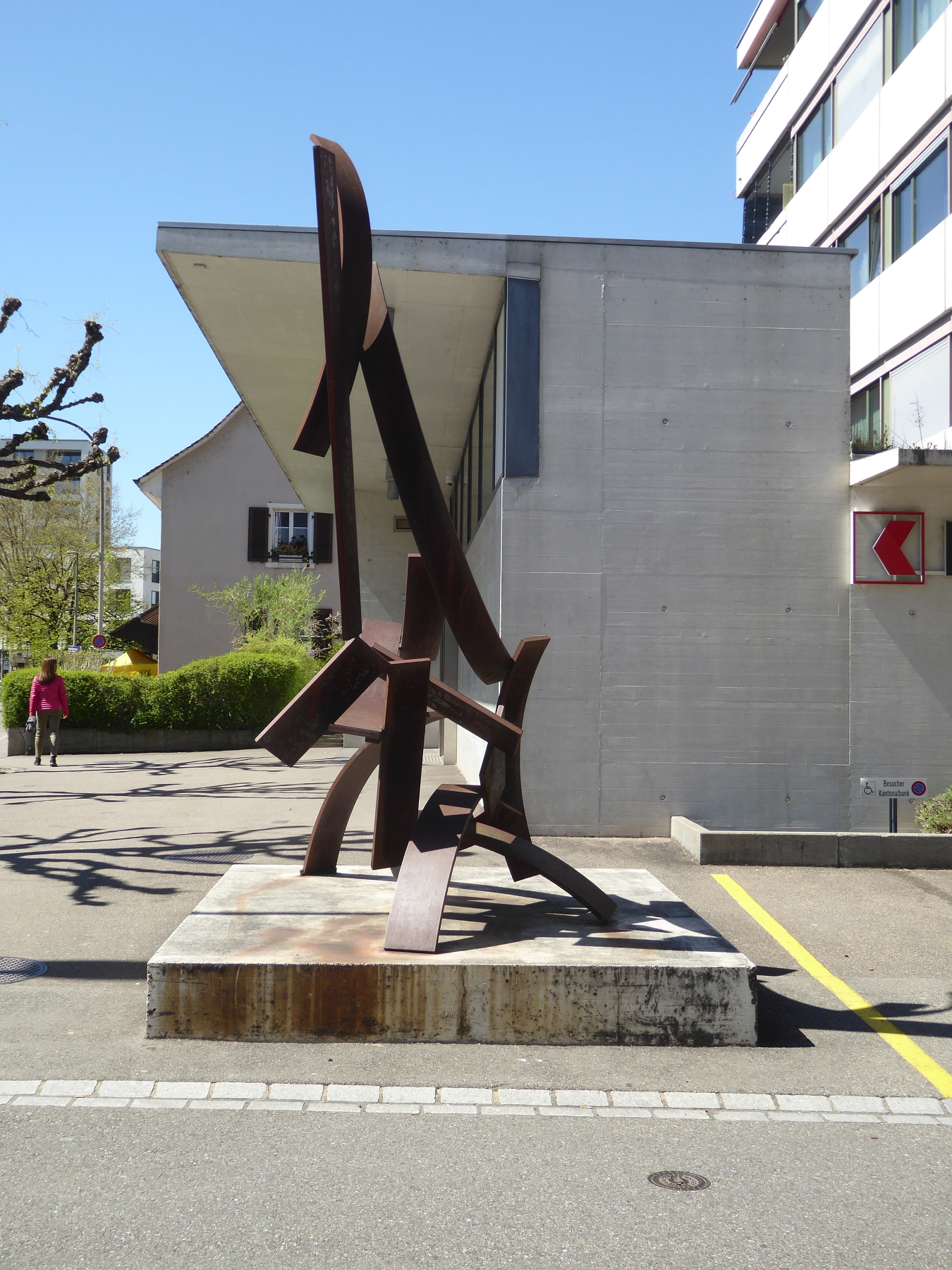
Stahlplastik, Demeter, 1999. Therwil

- Stahlplastik, Demeter, 1999. Therwil1980–1982: Autobahnausfahrt Wiesenstrasse/Fasanenstrasse, Basel (Stahl)
- 1981: Westfälische Maschinenbaugesellschaft, Unna (Stahl)
- 1988–1989: Firma Spaeter AG, Basel (Stahl)
- 1991: Castor und Pollux. Promena AG, Pratteln (Stahl)
- 1992: Olympia. Die mit 14 m Höhe grösste Skulptur Suters entstand anlässlich der Olympischen Sommerspiele 1992 in Barcelona. Parc d’Europe, Santa Coloma de Gramenent, Barcelona (Stahl)
- 1993/1994: El Greco. Skulpturenpark am Rathaussee, Skulpturenmuseum Glaskasten Marl (Stahl)
- 1994: Caribu, Kantonsschule Luegete, Zug (Stahl)
- 1996: Novae Artes, Ciba AG, Basel (Stahl)
- 1999: Demeter, Basler Kantonalbank, Therwil (Stahl)